# Pawliwka (Wolodymyr)
Pawliwka (ukrainisch Павлівка; russisch Павловка Pawlowka, polnisch Poryck) ist ein ukrainisches Dorf in der Oblast Wolyn mit etwa 900 Einwohnern. Es liegt am Ufer der Luha im Rajon Wolodymyr, etwa 7 Kilometer östlich der ehemaligen Rajonshauptstadt Iwanytschi und etwa 62 Kilometer westlich der Oblasthauptstadt Luzk.

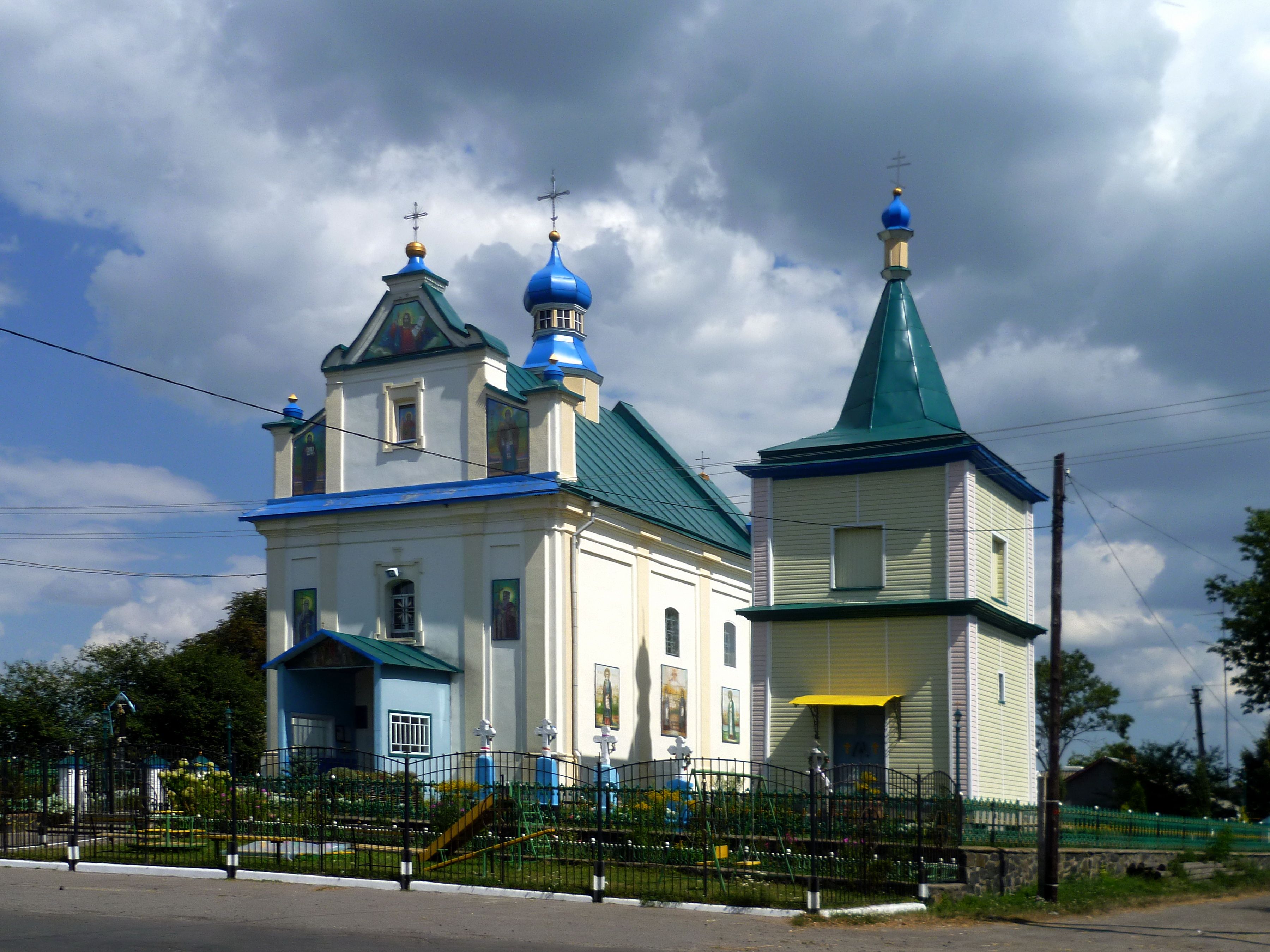
Kirche im Ort

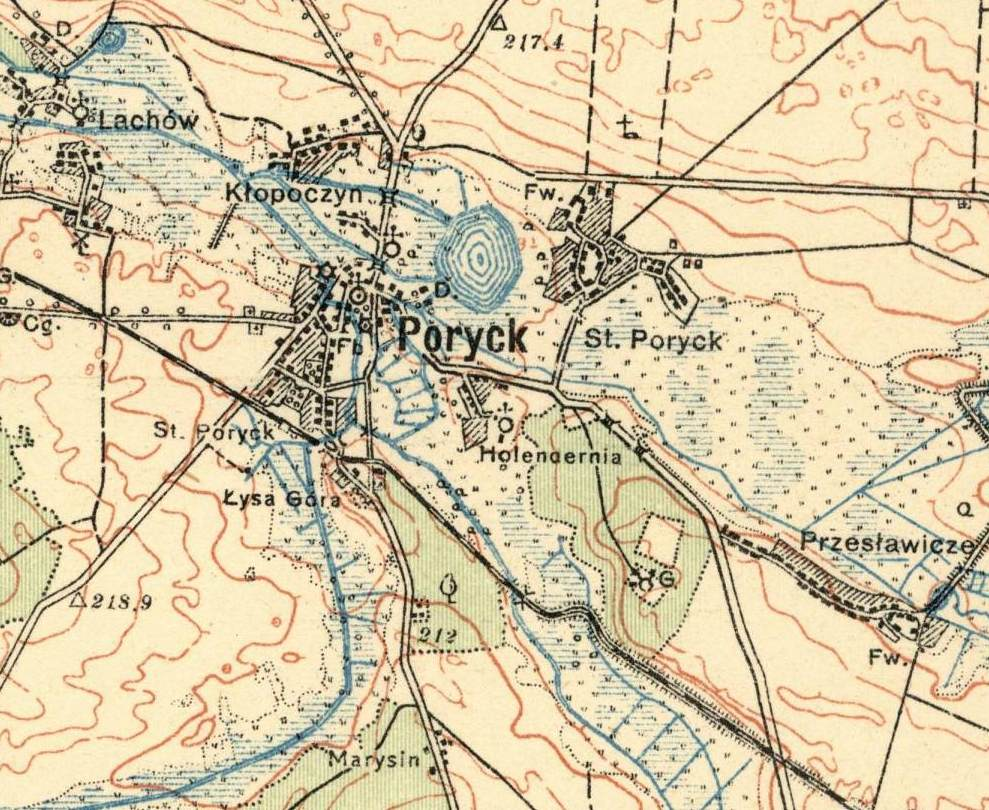
Karte der Ortsumgebung von 1926 aus polnischer Zeit

## Geschichte
Das Dorf wurde 1407 zum ersten Mal schriftlich erwähnt und gehörte bis zur 3. polnischen Teilung 1795 zur Adelsrepublik Polen (in der Woiwodschaft Bełz). Anschließend kam es zum Russischen Reich, wo es im Gouvernement Wolhynien lag. 1918 kam das Dorf zunächst an die Westukrainische Volksrepublik und fiel 1921, nach dem Polnisch-ukrainischen Krieg an Polen und kam als Poryck zur Woiwodschaft Wolhynien in den Powiat Włodzimierz, Gmina Poryck. Infolge des Hitler-Stalin-Pakts besetzte die Sowjetunion das Gebiet und machte den Ort im Januar 1940 zum Hauptort des gleichnamigen Rajons Poryzk. Nach dem deutschen Überfall auf die Sowjetunion im Juni 1941 war der Ort im Reichskommissariat Ukraine bis 1944 unter deutscher Herrschaft. In dieser Zeit wurde die aus dem 18. Jahrhundert stammende hölzernen Synagoge zerstört. Nach dem Zweiten Weltkrieg kam die Ortschaft erneut an die Sowjetunion und wurde unter dem Namen Poryzk (Порицьк) in die Ukrainische SSR eingegliedert. 1946 verlor der Ort den Status als Rajonhauptstadt, da diese nach Iwanytschi verlegt wurde. Am 10. April 1951 wurde der Ortsname auf Pawliwka geändert. Seit dem Zerfall der Sowjetunion 1991 gehört das Dorf zur unabhängigen Ukraine.

### Poryck-Massaker
In den Jahren 1943 und 1944 kam es besonders in Wolhynien zu Massakern an der polnischen Bevölkerung durch die Ukrainische Aufständische Armee (UPA). Davon war auch Porick (Pawliwka) betroffen. Am 11. Juli 1943 wurde eine Kirche überfallen und 200 Menschen (überwiegend Frauen und Kinder) getötet. Am gleichen Tag fanden ähnliche Überfälle an vielen anderen Orten in Wolhynien statt.
Zum 60. Jahrestag fand eine Gedenkveranstaltung in Pawliwka statt. Die Präsidenten Polens und der Ukraine, Aleksander Kwaśniewski und Leonid Kutschma, weihten dabei ein Monument ein, das an das Massaker erinnert.

## Trivia
Westlich des Ortes befindet sich der Poryzker Teich/Pawliwkaer Teich, der als Stauteich im Flussverlauf der Luha angelegt wurde.

## Verwaltungsgliederung
Am 15. August 2016 wurde das Dorf zum Zentrum der neugegründeten Landgemeinde Pawliwka (Павлівська сільська громада Pawliwska silska hromada). Zu dieser zählten auch die 10 in der untenstehenden Tabelle aufgelistetenen Dörfer, bis dahin bildete das Dorf zusammen mit den Dörfern Samowolja und Starosillja die gleichnamige Landratsgemeinde Pawliwka (Павлівська сільська рада/Pawliwska silska rada) im Osten des Rajons Iwanytschi.
Am 11. August 2017 kamen noch die Dörfer Hruschiw, Kolona, Myljatyn, Radowytschi, Schtschenjatyn und Wolyzja zum Gemeindegebiet, am 12. Juni 2020 kamen noch die Dörfer Buschkowytschi, Lukowytschi und Oryschtschi zum Gemeindegebiet.
Am 17. Juli 2020 wurde der Ort Teil des Rajons Wolodymyr.
Folgende Orte sind neben dem Hauptort Pawliwka Teil der Gemeinde:
| Name                     | Name           | Name                         | Name             | Name |
| ukrainisch transkribiert | ukrainisch     | russisch                     | polnisch         |      |
| ------------------------ | -------------- | ---------------------------- | ---------------- | ---- |
| Buschkowytschi           | Бужковичі      | Бужковичи (Buschkowitschi)   | Buszkowicze      |      |
| Hruschiw                 | Грушів         | Грушев (Gruschew)            | Gruszów          |      |
| Klopotschyn              | Клопочин       | Клопочин (Klopotschin)       | Kłopoczyn        |      |
| Kolona                   | Колона         | Колона                       | Kołonna          |      |
| Lukowytschi              | Луковичі       | Луковичи (Lukowitschi)       | Łukowicze        |      |
| Myljatyn                 | Милятин        | Милятин (Miljatin)           | Milatyn          |      |
| Oryschtschi              | Орищі          | Орищи (Orischtschi)          | Oryszcze         |      |
| Pereslawytschi           | Переславичі    | Переславичи (Pereslawitschi) | Przesławicze     |      |
| Radowytschi              | Радовичі       | Радовичи (Radowitschi)       | Radowicze        |      |
| Rykowytschi              | Риковичі       | Рыковичи (Rykowitschi)       | Rykowicze        |      |
| Samowolja                | Самоволя       | Самоволя                     | Samowola         |      |
| Sawydiw                  | Завидів        | Завидов (Sawidow)            | Zawidów          |      |
| Schaschkowytschi         | Жашковичі      | Жашковичи (Schaschkowitschi) | Zaszkiewicze     |      |
| Schtschenjatyn           | Щенятин        | Щенятин (Schtschenjatin)     | Szczeniatyn Duży |      |
| Starosillja              | Старосілля     | Староселье (Staroselje)      | Lachów           |      |
| Staryj Poryzk            | Старий Порицьк | Старый Порицк (Stary Porizk) | Stary Poryck     |      |
| Topylyschtsche           | Топилище       | Топилище (Topilischtsche)    | Topieliszcze     |      |
| Trubky                   | Трубки         | Трубки (Trubki)              | Trubki           |      |
| Wolyzja                  | Волиця         | Волица (Woliza)              | Wolica           |      |

## Söhne und Töchter der Ortschaft
- Włodzimierz Czacki (1834–1888); Kurienerzbischof und Kardinal der Römischen Kirche